# Pure Fucking Armageddon
Pure Fucking Armageddon er den første demo af det norske black metal-band Mayhem. Hele demoen kan hentes på Mayhems officielle hjemmeside.

## Spor
1. "Voice of a Tortured Skull" – 2:22
2. "Carnage" – 4:14
3. "Ghoul" – 3:31
4. "Black Metal (Total Death Version)" – 2:06 (Venom-cover)
5. "Pure Fucking Armageddon" – 2:50
6. "Mayhem" – 1:46
7. "Ghoul (Umixede version)" – 3:43
8. "Pure Fucking Armageddon (Umixede version)" – 2:43
9. "Carnage (Umixede version)" – 4:32

## Musikere
- Euronymous – Guitar, vokal
- Necrobutcher – Bas
- Manheim – Trommer